# Grön nålstjärt
Grön nålstjärt (Discosura conversii) är en fågel i familjen kolibrier.

## Utbredning och systematik
Fågeln förekommer från Costa Rica och Panama till västra Colombia och västra Ecuador. Den behandlas som monotypisk, det vill säga att den inte delas in i några underarter.

## Status
IUCN kategoriserar arten som livskraftig.

## Namn
Fågelns vetenskapliga artnamn hedrar M. Convers (fl. 1846), fransk naturforskare och samlare av specimen bosatt i Bogotá, Colombia.

## Bilder

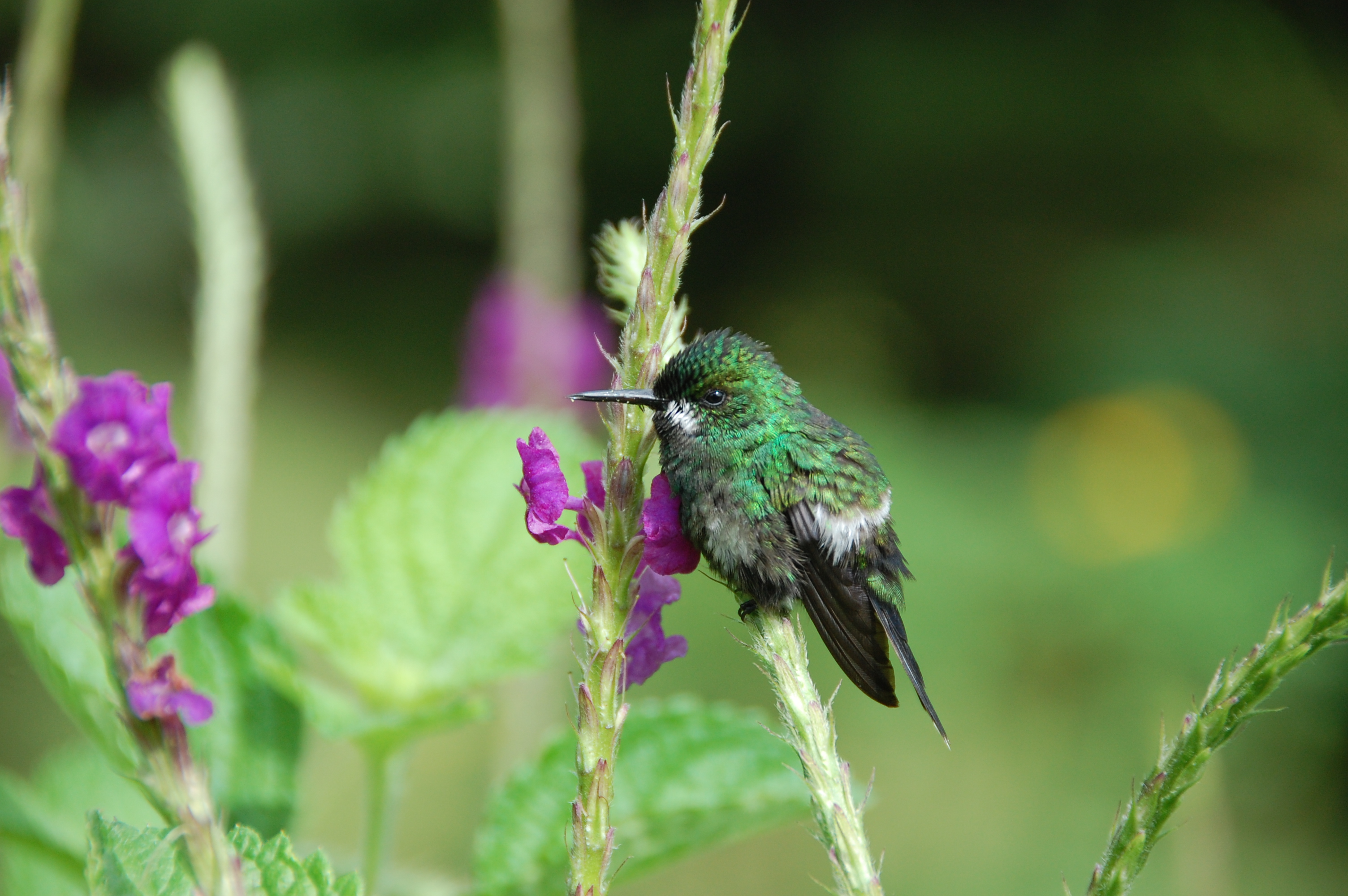
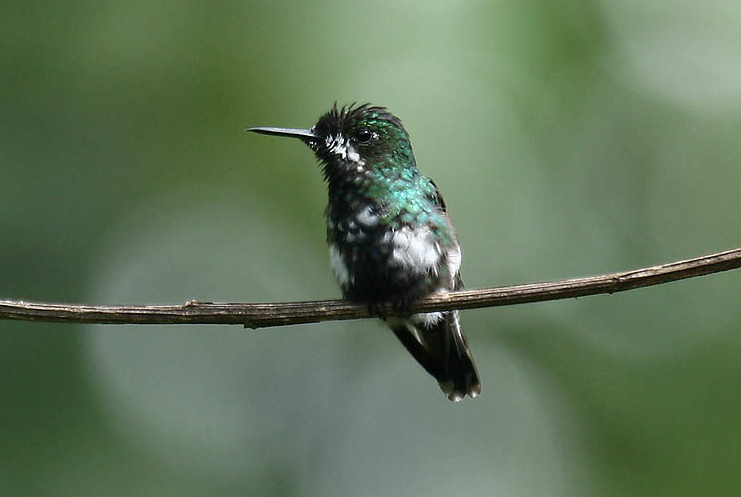
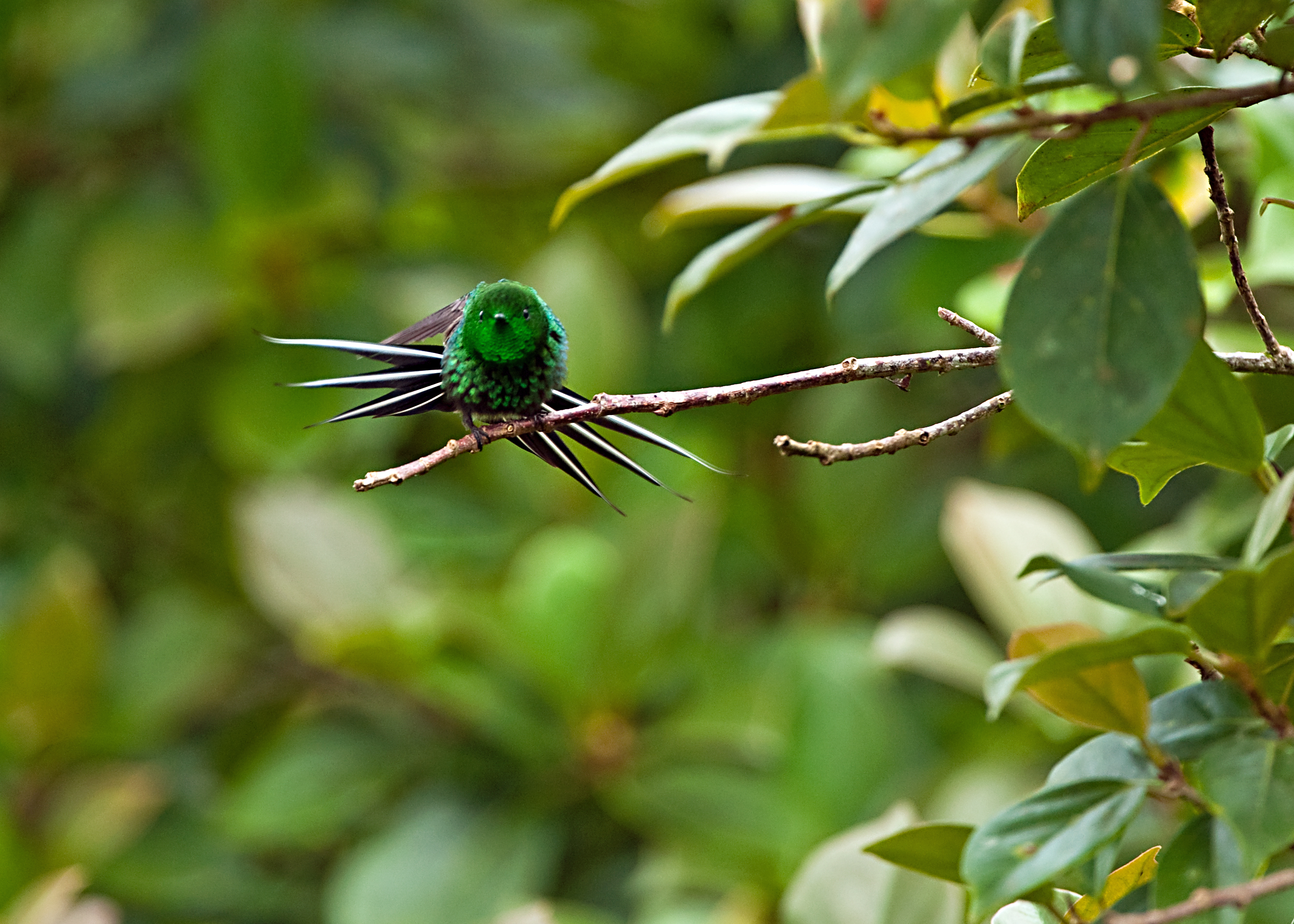
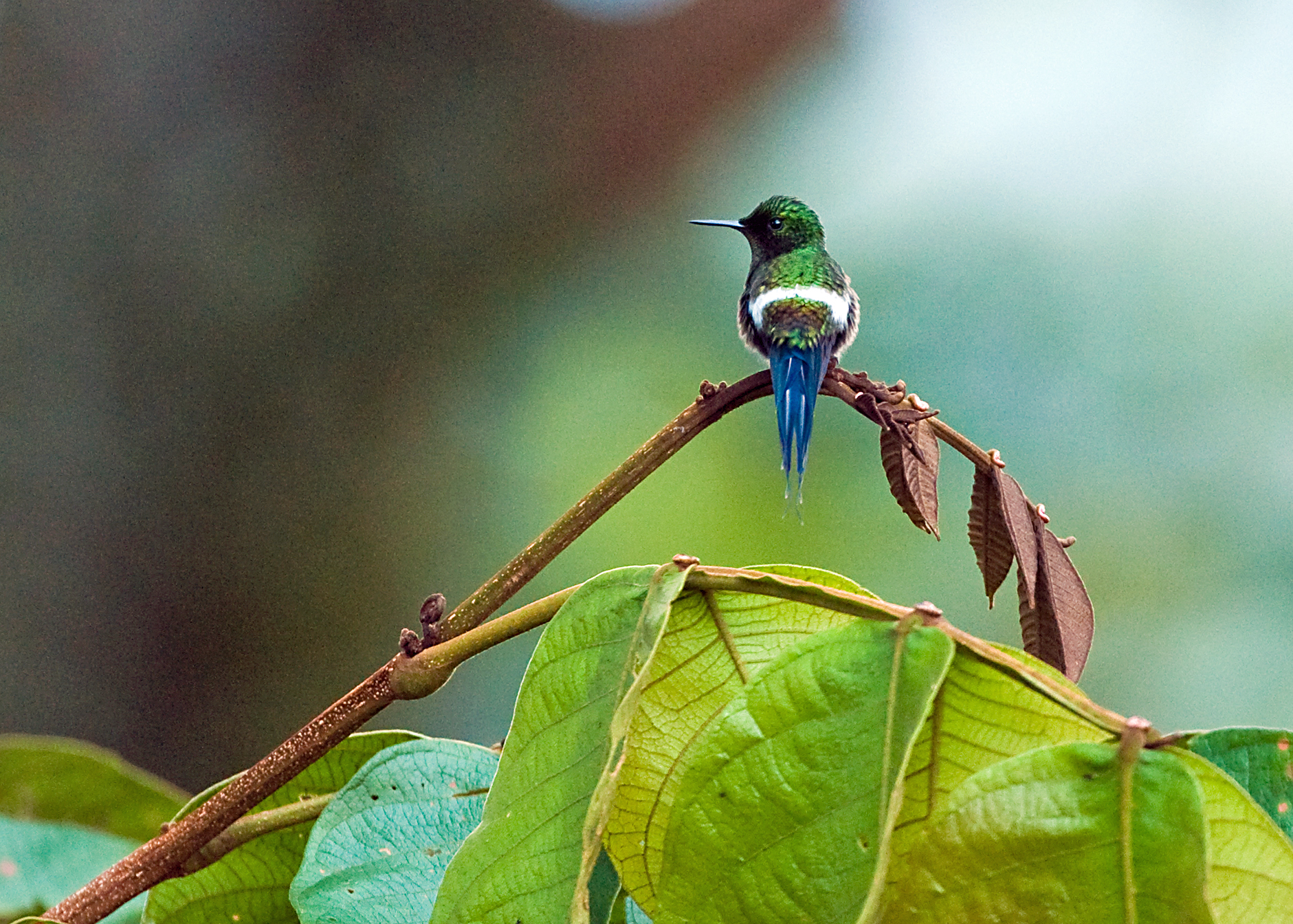
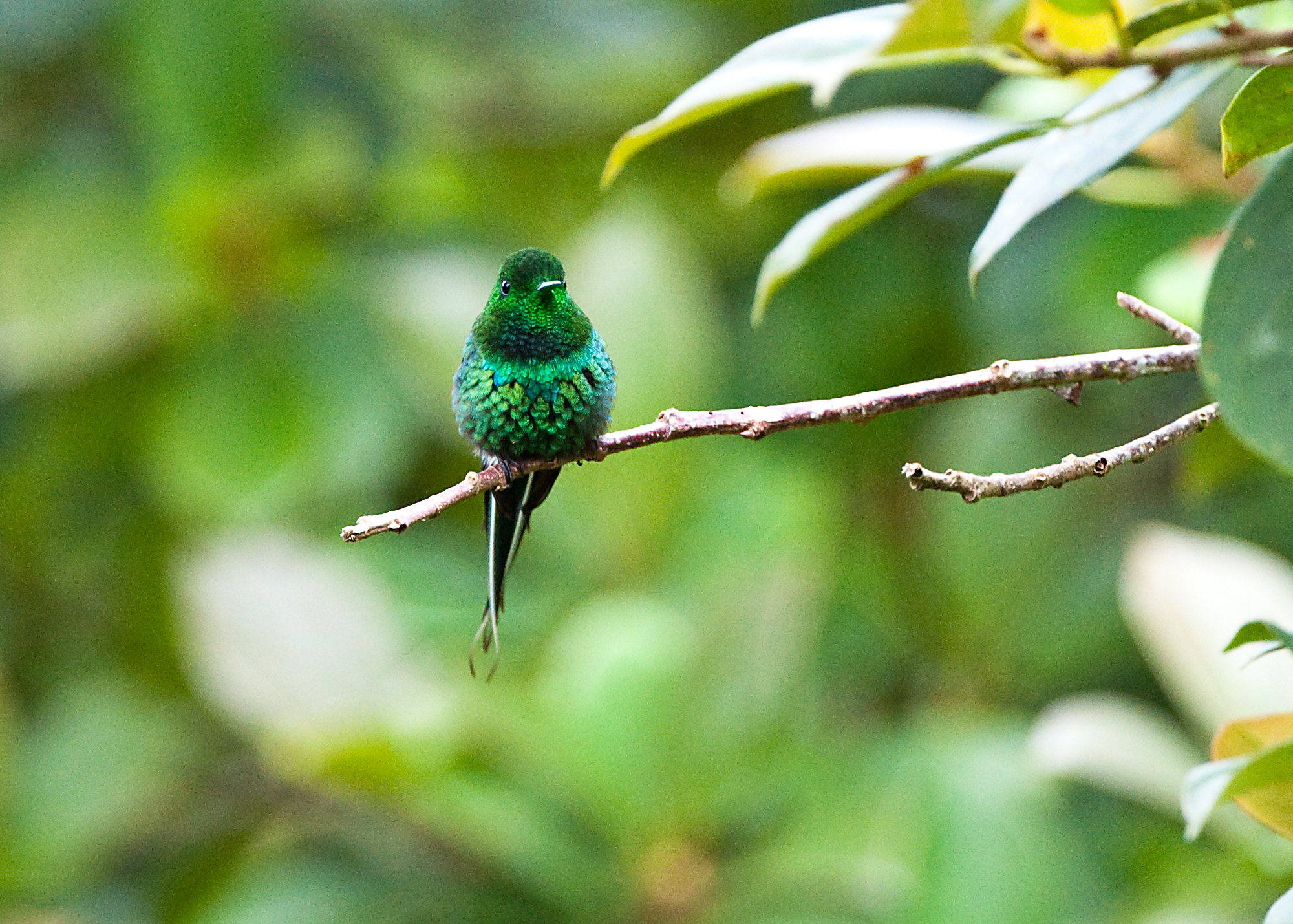